# Territoires (collection)
Territoires est une collection de romans destinée aux 15-25 ans et publiée chez Fleuve noir à partir de 2011, sous la direction de Bénédicte Lombardo puis devient PKJ 15 ans et + chez Pocket Jeunesse à partir de 2015 sous la direction de Pauline Mardoc.

## Titres parus
Liste des livres parus entre 2011 et 2014, :
- Shannon Lee Alexander
  - Charlie + Charlotte, 2016 (Love and Other Unknown Variables, 2014)
  - Max + Becca, 2017 (Life After Juliet, 2016)
- Holly Black
  - Série Les Faucheurs

  1. Chat blanc, 2011 ((en) White Cat, 2010)
  2. Gant rouge, 2012 ((en) Red Glove, 2011)
  3. Cœur noir, 2013 ((en) Black Heart, 2012)
- Akemi Dawn Bowman
  - L'esquisse du bonheur, 2019 (Starfish, 2017)
- Julie Buxbaum
  - Trois de tes secrets, 2018, (Tell me Three Things, 2016)
  - Trouver les mots, 2018, (What to say next, 2017)
  - Le jour où tout a basculé, 2020, (Hope and other punchlines, 2019)

- Blake Charlton
  - Série Spell

  1. Mortilège, 2011 ((en) Spellwright, 2010)
  2. Magicière, 2012 ((en) Spellbound, 2011)
- Jennieke Cohen
  - Une dangereuse alliance, 2021, (Dangerous Alliance, 2019)
- Eva Darrows
  - En cloque... 2020, (Belly up, 2019)
- Laurie Devore
  - Comment le faire craquer, 2018 (How to Break a Boy, 2018)
- Rebecca Donovan
  - Série Ma raison de...
    1. Ma raison de vivre, 2015 (Reason to Breathe, 2012)
    2. Ma raison d'espérer, 2016 (Barely Breathing, 2012)
    3. Ma raison de respirer, 2016 (Out of Breath, 2013)

  - Et si... 2016, (What if, 2014)
- Jenny Downham
  - Ma Fureur, 2020 (Furious thing, 2019)
- Susan Ee
  - Série Angelfall
    1. Penryn et la fin du monde, 2014, (Penryn and the end of days, 2012)
    2. Le règne des anges, 2015 (World After, 2013)
    3. L'ultime espoir, 2016, (End of Days, 2015)

- Jasper Fforde
  - La trilogie Dragonslayer

  1. Moi, Jennifer Strange, dernière tueuse de dragons, 2011 ((en) The Last Dragonslayer, 2010)
  2. Jennifer Strange, dresseuse de Quarkons, 2012 ((en) The Song of the Quarkbeast, 2011)
- Becca FitzPatrick
  - Ma vie cachée, 2017, (Dangerous Lies, 2015)
- Jacqueline Green
  1. Jeu Mortel à Echo Bay, 2015 (Truth or Dare, 2013)
  2. Action ou vérité à Echo bay, 2015 (Secrets & Lies, 2014)
  3. Fin de partie à Echo bay, 2015 (Kiss & Tell, 2015)
- Maggie Harcourt
  - Drama !, 2021, (Theatrical, 2018)
- Colleen Hoover
  - Hopeless, 2014 (Hopeless, 2013)
  - Losing Hope, 2017 (Losing Hope, 2013)
  - Finding Cinderella, 2017 (Finding Cinderella, 2013)

- Kelly Keaton
  - Série Ari

  1. Le noir lui va si bien, 2012 ((en) Darkness Becomes Her, 2011)
  2. Belle et mortelle, 2013 ((en) A Beautiful Evil, 2012)
  3. Diabolique, 2014 ((en) The Wicked Withi, 2013)
- Claire LaZebnik
  - Tout ce que j'aurais dû savoir, 2019 (Things I Should have known, 2017)
- Mackenzi Lee
  - Les aventures d'un apprenti gentleman, 2019, (The Gentleman's guide to vice and virtue, 2017)
  - Les aventures d'une lady rebelle, 2020, (The Lady's guide to pettycoats and piracy, 2018)
  - Les aventures d'un apprenti séducteur (nouvelle, exclusivité numérique), 2019, (The Gentleman's guide to getting lucky, 2018)

- Martin Leicht et Isla Neal
  - Mothership, 2013 ((en) Mothership, 2012)

- A. Lee Martinez
  - Le Bar de l'Enfer
- Katy Loutzenhiser
  - Si tu me lis..., 2020, (If you're out there, 2019)

- Jennifer Mathieu
  - La vérité sur Alice, 2016 (The Truth about Alice, 2014)

- Kyrie McCauley
  - L'envol, 2021, (If these Wings could fly, 2020)
- Tobly McSmith
  - Stay Gold, 2021 (Stay Gold, 2020)

- Katja Millay
  - Tes mots sur mes lèvres, 2014), (The Sea of Tranquility, 2012)
- Saundra Mitchell (avec Bob Martin, Chad Beguelin & Matthew Sklar)
  - The Prom, 2020 (The Prom, 2019)
- Katie McGarry
  - Ne m'oublie jamais, 2020 (Say you'll remember me, 2018)
- Gretchen McNeil
  - Les Justicières - Tome 1, 2021 (Don't Get Mad - Get Even, 2014)
- Robin Roe
  - Dix millions d'étoiles, 2018 (A List of Cages, 2017)

- Madeleine Roux
  - Un blog trop mortel, 2011 ((en) Allison Hewitt Is Trapped, 2011)
- Meredith Russo
  - Celle dont j'ai toujours rêvé, 2016 ( If I was your girl, 2015)
  - Birthday, 2021 (Birthday, 2020)
- Chloe Seager
  - Emma 2.0, 2018, (Editing Emma, 2018)
- Sara Shepard
  - Série Les Menteuses
    - Pretty Little Liars - Intégrale 1 des Menteuses, 2013Contient les quatre premiers tomes
    - Pretty Little Liars - Intégrale 2 des Menteuses, 2014Contient les tomes 5 à 8Pretty Little Liars - Intégrale 3 des Menteuses, 2015   Contient les tomes 9 à 12
    - Série Les Perfectionnistes
      1. Les perfectionnistes - Tome 1, 2015, (The Perfectionnists, 2014)
      2. Les perfectionnistes - Parfaitement mortelles, 2016, (Good Girls, 2015)

    - Série Les amateurs
      1. Les amateurs - Tome 1, 2017 (The amateurs, 2016)
      2. Les amateurs - Compte à rebours, 2017 (The amateurs - book 2, 2016)

  - Série The Lying Game

  1. Tu es moi, 2012 ((en) The Lying Game, 2010)
  2. Ne jamais dire jamais, 2012 ((en) Never Have I Ever, 2011)
  3. Action ou Vérité, 2013 ((en) Two Truths and A Lie, 2012)
  4. Cache-cache, 2013 ((en) Hide and Seek, 2012)
  5. Croix de bois, croix de fer, 2014 ((en) Cross My Heart, Hope To Die, 2013)
  6. Pas vu, pas pris, 2014 ((en) Seven Minutes in Heaven, 2013)
- Alexandra Sirowy
  - Dans l'ombre de Stella, 2017 (The Creeping, 2015)
  - Le dernier saut, 2018 (The Telling, 2016)

- Jessica Warman
  - Reste avec moi, 2012 ((en) Between, 2011)
  - Notre Secret, 2013 ((en) Where the Truth Lies, 2010)
  - Maintenant qu'il est trop tard, 2015 ((en) The Last good day of the year, 2015)
- Sarah Watson
  - Un fabuleux destin, 2021, (Most Likely, 2020)
- Sara Wolf
  - Série Je te hais... / Lovely Vicious
    1. Je te hais passionnément, 2017 (Lovely Vicious - Love Me Never, 2015)
    2. Je te hais à la folie, 2017 (Lovely Vicious - Forget me always, 2016)
    3. Je ne hais plus du tout, 2018 (Lovely Vicious - Remember me for ever, 2017

- - Les Leçons d'amour d'Alice Wells, 2018, (The Education of Alice Wells, 2014)
  - La vie secrète de Bee, 2019, (Burn Before Reading, 2017)

1. Donne-moi ton coeur - Tome 1, 2019, (Bring me their hearts, 2018)
2. Donne-moi ton coeur - Tome 2, 2020, (Find me their bones, 2019)

- Cathy Yardley
  - Level Up, 2019 (Level Up, 2016)
  - Hooked, 2019 (nouvelle en exclusivité numérique), (Hooked, 2016)
- Kelly York
  - Sous la même étoile, 2016 (Made of Stars, 2013)
  - Le piège de l'innocence, 2016 (Modern Monsters, 2015)
  - La rencontre du dernier espoir, 2017 (Suicide Watch, 2012)
  - Les derniers battements du coeur, co écrit avec Rowan Altwood, 2018, (Other Breakable Things, 2017)
- Jeff Zentner
  - Le roi serpent, 2019, (The Serpent King, 2016)
  - Le jour de nos adieux, 2020 (Goodbye Days, 2017)

- Anthologies
  - Zombies contre licornes, 2011 ((en) Zombies vs. Unicorns, 2010)Textes réunis par Holly Black et Justine Larbalestier